# Nikita Magalov
Nikita Dmítrievich Magalov (nacido Magalashvili, en ruso: Никита Дмитриевич Магалов; San Petersburgo, 8 de febrero de 1912-Vevey, 26 de diciembre de 1992) fue un pianista ruso y suizo.

## Biografía
Su familia se relacionaba con los artistas de San Petersburgo, como Aleksandr Ziloti o Serguéi Prokófiev. Su madre y su tío eran grandes pianistas amateurs. Toda la familia emigró a París en 1918, después de la revolución. Nikita fue alumno de Isidore Philipp en el Conservatorio, en el cual acabó sus estudios con el primer premio. Entonces se aproximó al círculo de Ravel, que dijo de él : « Con Magalov un extraordinario músico ha nacido ». Completó su formación con otros pianistas, pero sobre todo con el violinista Joseph Szigeti, con la hija del cual se casó.

Aunque no obtuvo ningún premio en concursos, se convirtió en uno de los pianistas más buscados y más reconocidos en los conciertos del mundo entero. Posteriormente comenzó a enseñar en 1949, cuando reanudó la clase de Dinu Lipatti en el Conservatorio de Ginebra, y continuó esta actividad durante toda su vida, en París, en Siena, en Taormina, o en su casa en Montreux (había adquirido la ciudadanía suiza en 1956 después de establecerse en Céligny). Convirtió a su casa en un santuario de la música romántica y, en especial, de la herencia interpretativa de Frédéric Chopin, pues como discípulo de Isidor Philipp que siguió la herencia de Georges Matthias, alumno directo de Chopin.

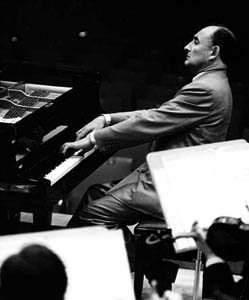
Nikita Magaloff en concierto por Erling Mandelmann

Entre sus discípulos figuran Marta Argerich, Alexander Lonquich, Michel Dalberto, Maria Tipo, Ingrid Haebler, Valery Sigalevitch, Sergio Calligaris, Anne Øland y Philippe Cassard.
Tocó el Capricho de Stravinski bajo la dirección del compositor y fue invitado por los grandes directores de orquesta de su época: Karl Böhm, Josef Krips, Igor Markevitch (del cual era amigo cercano), Lovro von Matačić, Georg Solti, Ernest Ansermet, Günter Wand, Rafael Kubelik, etc. Cuando murió Ataúlfo Argenta y le rindieron homenaje en un concierto sin aplausos de la Orquesta Nacional de España dirigida por Eduardo Toldrá, Magaloff tocó con gran emotividad, el Segundo concierto de Chopin.
Su amistad con Prokófiev (de quien aprendió a ser un excelente jugador de ajedrez) le permitió hacer el estreno en Francia de su 7a Sonata op.83.
El repertorio de Nikita Magalov era muy amplio: además de la obra integral de Chopin, que él presentaba en ciclos de 6 recitales a lo largo de su vida, por todo el mundo, le gustaba tocar a los compositores barrocos (Soler, Scarlatti, Bach, Frescobaldi), los clásicos y los románticos (que incluían numerosas obras de Weber, Mendelssohn, Grieg, Scriabin), los compositores de la primera mitad del siglo XX, la música española y también cultivaba un repertorio poco frecuente de piezas de salón y de transcripciones. Por otro lado había escrito cadencias de algunos Conciertos de Mozart para su amiga Clara Haskil.

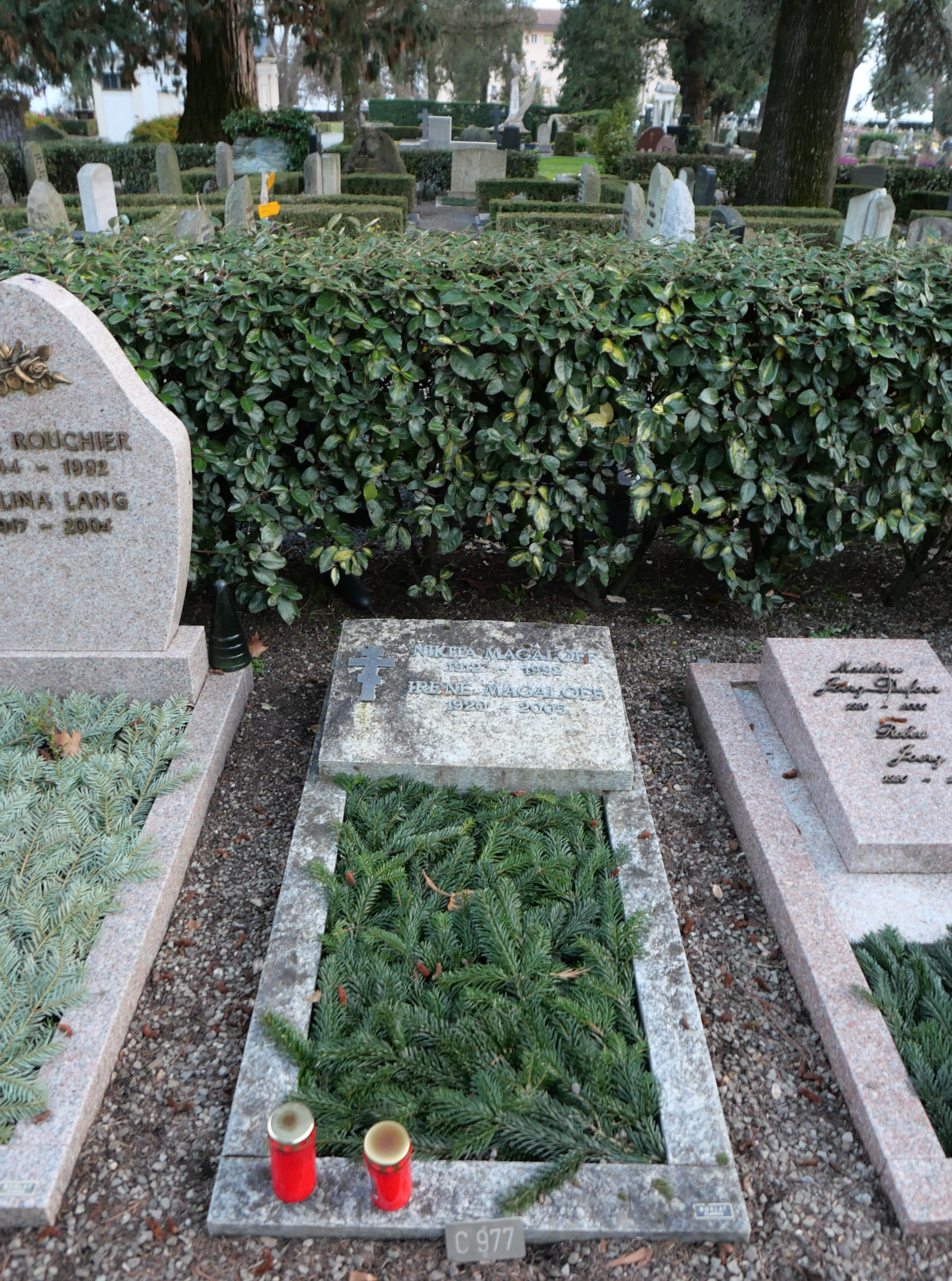
La tumba en 2024.

Su estilo se fue depurando con el tiempo. En sus comienzos era un intérprete distante, más bien frío, pero evolucionó a un estilo equilibrado y aristocrático que mereció la admiración de músicos y público.
Registró relativamente pocos discos. Quizá sus grabaciones más apreciadas son las de Chopin, Liszt, Mendelssohn, Schumann, Chaikovski y Scriabin.
Magaloff encontró su última morada en el cementerio de Clarens-Montreux, a pocos metros de la tumba de su suegra Wanda, de soltera Ostrowska (1895-1969), y de su suegro Joseph Szigeti. A su lado fue enterrada su esposa Irene (1920-2005).

## Discografía parcial
- Chopin: 24 Preludios, Piano Sonata n.º 3 - Nikita Magalov, Denon SLG, LLC
- Chopin: The Complete Piano Music - Nikita Magalov, Philips
- Chopin: Piano Sonata n.º 3 - Nikita Magalov, Past
- Rajmáninov: Concierto para Piano No. 3 (Live Recording, Lausanne 1975) - Orquesta nacional de Francia/Nikita Magalov/Zdenek Macal, Claves
- Schumann: Carnaval, Op. 9 - Estudios sinfónicos, Op. 13 - Nikita Magalov, Via
- Grandes Pianistas del Siglo XX. Vol. 67. Philips

## Film
Une leçon particulière, realización Claude Mouriéras, concepción Olivier Bernager y François Manceaux, 1987.